# Rémy Rampteau
Rémy Rampteau es un deportista francés que compitió en triatlón. Ganó una medalla de bronce en el Campeonato Europeo de Triatlón de 1991.

## Palmarés internacional
| Campeonato Europeo | Campeonato Europeo | Campeonato Europeo | Campeonato Europeo |
| Año                | Lugar              | Medalla            | Prueba             |
| ------------------ | ------------------ | ------------------ | ------------------ |
| 1991               | Ginebra (Suiza)    | Medalla de bronce  | Individual         |